# Каратума (Абайская область)
Каратума (каз. Қаратұма, до 1993 г. — Кировка) — село в Маканчинском районе Абайской области Казахстана. Административный центр и единственный населённый пункт Каратуминского сельского округа. Находится примерно в 29 км к востоку от районного центра, посёлка Урджар. Код КАТО — 636457100.

## Население
В 1999 году население села составляло 2215 человек (1120 мужчин и 1095 женщин). По данным переписи 2009 года, в селе проживало 1590 человек (779 мужчин и 811 женщин).